# Martin Davis (schermidore)
Martin Jay Davis (St. Louis, 7 settembre 1937 – Zelanda, 10 gennaio 2022) è stato uno schermidore statunitense.

## Biografia
Ha partecipato ai Giochi della XX Olimpiade di Monaco nel 1972.

## Palmarès
In carriera ha conseguito i seguenti risultati:
- Giochi Panamericani:

San Paolo 1963: oro nel fioretto a squadre.